# Hypoblemum albovittatum
Hypoblemum albovittatum är en spindelart som först beskrevs av Eugen von Keyserling 1882.  Hypoblemum albovittatum ingår i släktet Hypoblemum och familjen hoppspindlar. Inga underarter finns listade i Catalogue of Life.